# Princes Street Gardens
Princes Street Gardens is een openbaar park in het centrum van de Schotse hoofdstad Edinburgh. De tuinen zijn genoemd naar de aangrenzende Princes Street en liggen tussen de Old Town en de New Town, aan de voet van Edinburgh Castle.
Het park bestaat uit twee gedeelten, West Princes Street Gardens (120.000 m²) en East Princes Street Gardens (34.000 m²). De twee secties worden van elkaar gescheiden (en met elkaar verbonden) door The Mound, een kunstmatige heuvel waarop zich de National Gallery of Scotland en de Royal Scottish Academy bevinden.
Het park ontstond in het begin van de 19e eeuw, toen tijdens de aanleg van de New Town het zwaar vervuilde in een moerasachtig gebied gelegen Nor Loch werd leeggepompt. In de jaren 40 van die eeuw werd er ook de verdiept aangebrachte spoorweg aangelegd. Het station Waverley opende in 1854.
In het park bevinden zich vele standbeelden van historische personen. Het meest opvallend is het uit 1844 daterende neogotische Scott Monument ter ere van de Schotse schrijver Sir Walter Scott. De toren is 61 meter hoog en is te beklimmen via smalle wenteltrappen. Op verschillende hoogten zijn uitkijkpunten die een bijzonder zicht geven op de nabije omgeving.
Het park kent een aantal andere attracties, waaronder een bloemenklok, speelplaatsen, vele oude bomen, een amfitheater (Ross Bandstand) en de Ross Fountain, oorspronkelijk gemaakt in Frankrijk, die aan de stad werd geschonken door de filantroop Daniel Ross.
Het park is een belangrijke toeristische attractie, maar ook een ontmoetingspunt en recreatieoord voor de inwoners van de stad. Rond Hogmanay, de Schotse nieuwjaarsviering, worden hier diverse evenementen georganiseerd.